# Fill de Caín
Fill de Caín és una pel·lícula catalana dirigida per Jesús Monllaó, estrenada el 2013. La pel·lícula és una adaptació de la novel·la Querido Caín (Estimat Caín) d'Ignacio García-Valiño. Va ser rodada en català i castellà.

## Argument
Nico Albert (David Solans) és un adolescent molt intel·ligent, obsessiu, aficionat als escacs, i amb problemes de relació interpersonal. Els seus pares (José Coronado i Maria Molins), amb la intenció de millorar les habilitats socials del seu fill, es posen en contacte amb el psicòleg infantil Julio Beltrán (Julio Manrique), també aficionat als escacs, que intentarà desfer l'entrellat de la família Albert.

## Repartiment
| Actor / actriu original | Personatge fictici |
| ----------------------- | ------------------ |
| David Solans            | Nico Albert        |
| José Coronado           | Carlos Albert      |
| Julio Manrique          | Julio Beltrán      |
| Maria Molins            | Coral Folch        |
| Abril García            | Laura              |
| Jack Taylor             | Andrew Holsteter   |
| Helena de la Torre      | Diana              |
| Mercè Rovira            | Patrícia Beltrán   |

## Premis i nominacions

### Premis
- 2013: Festival de Màlaga, secció oficial de llargmetratges a concurs

### Nominacions
- 2014: 8 nominacions als Premis Gaudí
  - Millor pel·lícula en llengua catalana
  - Millor actor principal per David Solans
  - Millor actriu secundària per Maria Molins
  - Millor actor secundari per José Coronado
  - Millor muntatge per Bernat Aragonés
  - Millor so directe per Albert Manera, Isaac Bonfill, Óscar Grau i Marc Orts
  - Millor vestuari per Núria Anglada
  - Millor direcció de producció per Iván Mas

## Recepció
La pel·lícula va rebre bones crítiques. Andrea Bermejo, de Cinemania, va dir que En cap moment deixa d'esglaiar la foscor que projecta el jove David Solans i, mentre es manté la intriga, és entretingut imaginar totes les possibles jugades.